# Autobusero

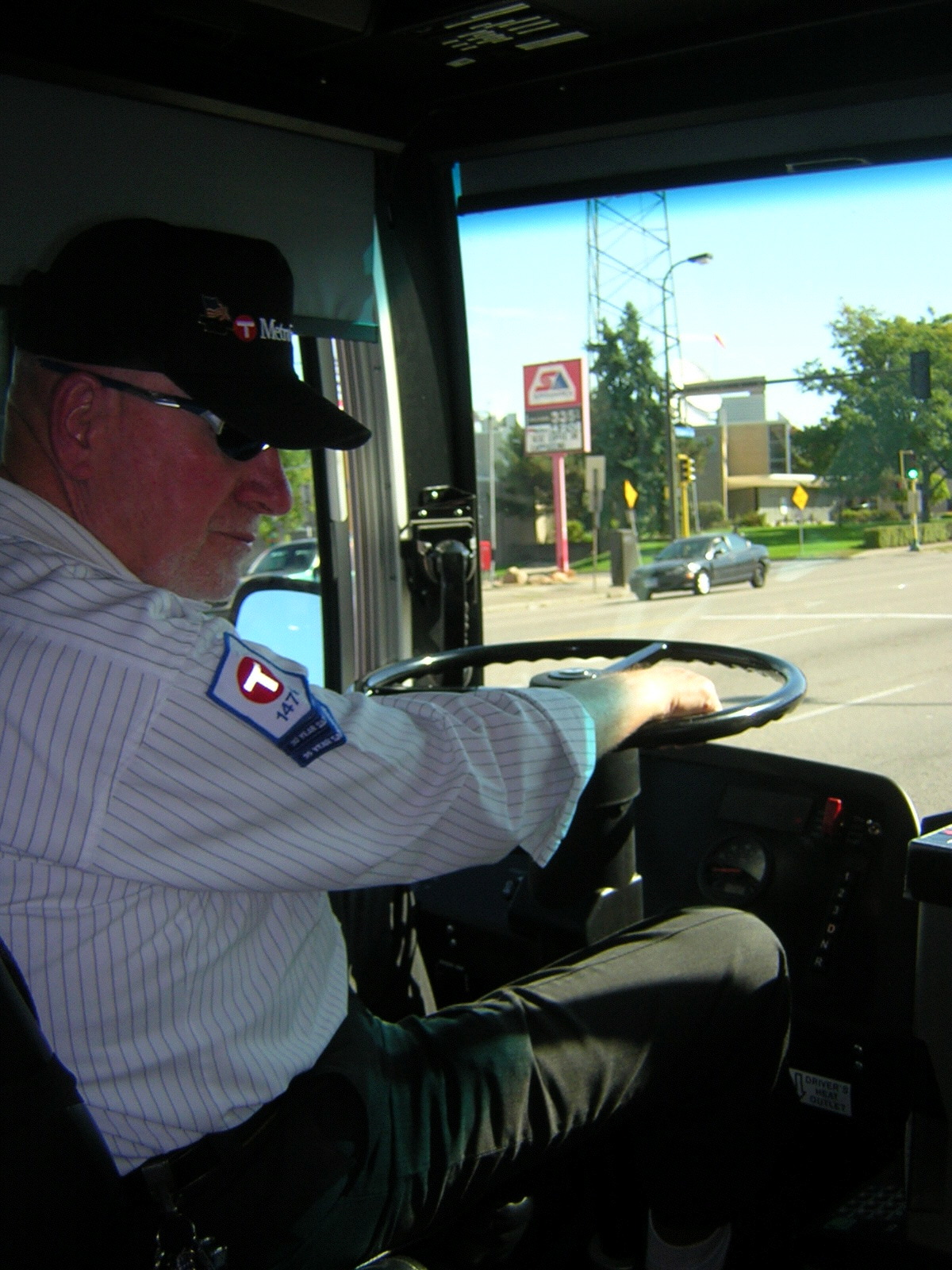
Conductor de autobús

El autobusero, conductor de autobús o colectivero es aquella persona que se dedica a conducir un autobús con el fin de transportar pasajeros desde un punto de origen hasta un punto de destino. Para el desempeño correcto y legal de la profesión, el trabajador deberá obtener y mantener en vigor el carnet de autobús, en sus diferentes modalidades dependiendo de cada país.
Existen conductores de autobuses urbanos e interurbanos. En el primer caso, conducen el vehículo a través de una ruta preestablecida haciendo paradas en los puntos destinados a tal fin y que están debidamente señalizados para los viajeros. En cada parada recoge pasajeros y permite descender a los viajeros que han llegado su destino. En las rutas de largo recorrido, el autobús puede realizar el trayecto de punto a punto o hacer paradas en diferentes poblaciones. 
El conductor también puede conducir autobuses escolares. Su misión es recoger a los niños por la mañana o al mediodía en las paradas que se encuentran cercanas a sus casas y llevarlos a la escuela. Al mediodía o por la tarde realiza el recorrido inverso recogiendo a los niños en la escuela y transportándolos hasta las paradas. 

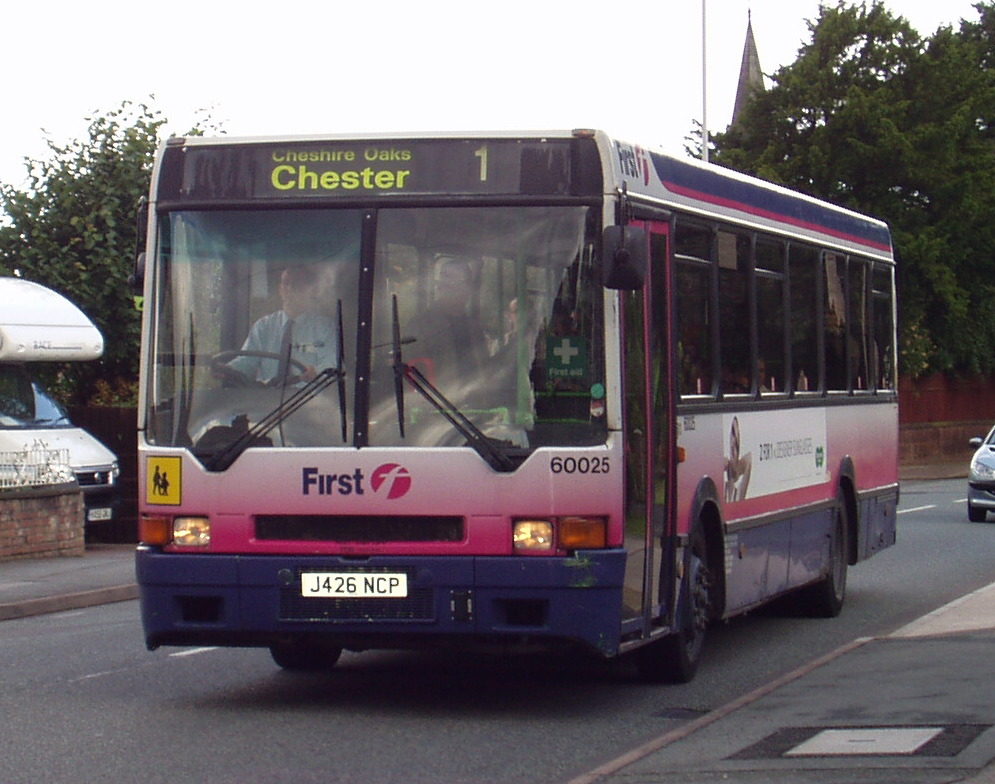
Conductor dentro de un autobús urbano

Las funciones del conductor de autobús urbano son las siguientes: cobrar y expedir billetes a los pasajeros en caso de que no utilicen tarjetas prepagadas del tipo bonobús y conducir el autobús hasta cada parada en donde abre las puertas de entrada o de salida en función de si existen pasajeros esperando al autobús o dispuestos a descender. 
En trayectos de largo recorrido, el autobusero recolecta los Billetes que han comprado los viajeros. Carga el equipaje en la bodega del autobús antes de la salida y lo descarga en el punto de destino. 
En todos los casos, regula los sistemas de iluminación, ventilación y calefacción en el interior del vehículo y maneja los medios de entretenimiento como música o proyección de vídeos. Otras funciones del conductor se refieren al mantenimiento del vehículo controlando los niveles de agua y aceite así como la presión de las ruedas. Repone combustible y realiza los mantenimientos mínimos. En caso de avería o accidente, avisa a la central o a los servicios de asistencia.